# Pycnogonum carinatum
Pycnogonum carinatum är en havsspindelart som beskrevs av Staples, D.A. 2002. Pycnogonum carinatum ingår i släktet Pycnogonum och familjen Pycnogonidae. Inga underarter finns listade i Catalogue of Life.